# Championnat de France de Formule 4 2023
Navigation
Édition précédente Édition suivante
La saison 2023 du championnat de France de Formule 4 se déroule du 9 avril au 8 octobre au sein du format championnat de France des Circuits pour la majorité des épreuves. Le championnat est toujours certifié par la FIA. Le championnat utilise des châssis Mygale M21, et des moteurs Renault 1.3L turbocompressé, préparé par Oreca .

## Liste des pilotes
Comme les saisons précédentes, aucune équipe ne participe au championnat, toutes les voitures étant engagées et préparées par la FFSA Academy.
| N°      | Pilote                     | Cat. | Manches  |
| ------- | -------------------------- | ---- | -------- |
| 2       | Edouard Borgna             |      | Toutes   |
| 3       | Leonardo Megna             |      | Toutes   |
| 4       | Finn Wiebelhaus            |      | 1–4, 6–7 |
| 5       | Pol López                  |      | Toutes   |
| 6       | Hiyu Yamakoshi             |      | Toutes   |
| 7       | Paul Alberto               |      | Toutes   |
| 9       | Karel Schulz               |      | Toutes   |
| 10      | Andrei Duna                |      | Toutes   |
| 11      | Tom Kalender               |      | Toutes   |
| 14      | Adrien Closmenil           |      | Toutes   |
| 16      | Romain Andriolo            |      | Toutes   |
| 17      | Yani Stevenheydens         |      | Toutes   |
| 18      | Garrett Berry              |      | Toutes   |
| 22      | Frank Porte Ruiz           |      | Toutes   |
| 26      | Kevin Foster               |      | Toutes   |
| 27      | Edgar Pierre               |      | Toutes   |
| 28      | Max Reis                   |      | Toutes   |
| 34      | Arthur Dorison             | G    | 7        |
| 37      | Luca Savu                  |      | Toutes   |
| 44      | Yaroslav Veselaho          |      | Toutes   |
| 46      | Gabriel Doyle-Parfait      |      | Toutes   |
| 61      | Louis Schlesser            |      | Toutes   |
| 66      | Enzo Richer                |      | Toutes   |
| 74      | Enzo Peugeot               |      | Toutes   |
| 77      | Joao Paulo Diaz Balesteiro |      | Toutes   |
| 89      | Jason Leung                |      | Toutes   |
| 95      | Evan Giltaire              |      | Toutes   |
| Sources |                            |      |          |

## Calendrier
Par rapport à la saison 2022, un remplacement a lieu dans le programme avec l'arrivée du circuit de Misano et le départ du circuit de Valence.
| N° | Date            | Circuit                               | Lieu             |
| -- | --------------- | ------------------------------------- | ---------------- |
| 1  | 9–10 avril      | Circuit Paul Armagnac                 | Nogaro           |
| 2  | 6–7 mai         | Circuit de Nevers Magny-Cours         | Magny-Cours      |
| 3  | 12–14 mai       | Circuit de Pau-Ville                  | Pau              |
| 4  | 2–4 juin        | Circuit de Spa-Francorchamps          | Francorchamps    |
| 5  | 15-16 juillet   | Misano World Circuit Marco Simoncelli | Misano Adriatico |
| 6  | 22–24 septembre | Circuit de Lédenon                    | Lédenon          |
| 7  | 6–8 octobre     | Circuit Paul Ricard                   | Le Castellet     |

## Résultats
| Manche | Manche | Circuit                                                 | Pole Position | Meilleur tour      | Pilote vainqueur   |
| ------ | ------ | ------------------------------------------------------- | ------------- | ------------------ | ------------------ |
| 1      | C1     | Circuit Paul Armagnac, Nogaro                           | Evan Giltaire | Evan Giltaire      | Evan Giltaire      |
| 1      | C2     | Circuit Paul Armagnac, Nogaro                           |               | Pol López          | Pol López          |
| 1      | C3     | Circuit Paul Armagnac, Nogaro                           | Evan Giltaire | Kevin Foster       | Kevin Foster       |
| 2      | C1     | Circuit de Nevers Magny-Cours, Magny-Cours              | Evan Giltaire | Evan Giltaire      | Evan Giltaire      |
| 2      | C2     | Circuit de Nevers Magny-Cours, Magny-Cours              |               | Leonardo Megna     | Adrien Closmenil   |
| 2      | C3     | Circuit de Nevers Magny-Cours, Magny-Cours              | Evan Giltaire | Enzo Peugeot       | Romain Andriolo    |
| 3      | C1     | Circuit de Pau-Ville, Pau                               | Kevin Foster  | Enzo Peugeot       | Enzo Peugeot       |
| 3      | C2     | Circuit de Pau-Ville, Pau                               |               | Garrett Berry      | Garrett Berry      |
| 3      | C3     | Circuit de Pau-Ville, Pau                               | Kevin Foster  | Hiyu Yamakoshi     | Enzo Peugeot       |
| 4      | C1     | Circuit de Spa-Francorchamps, Francorchamps             | Evan Giltaire | Evan Giltaire      | Evan Giltaire      |
| 4      | C2     | Circuit de Spa-Francorchamps, Francorchamps             |               | Hiyu Yamakoshi     | Enzo Peugeot       |
| 4      | C3     | Circuit de Spa-Francorchamps, Francorchamps             | Evan Giltaire | Evan Giltaire      | Evan Giltaire      |
| 5      | C1     | Misano World Circuit Marco Simoncelli, Misano Adriatico | Enzo Peugeot  | Evan Giltaire      | Enzo Peugeot       |
| 5      | C2     | Misano World Circuit Marco Simoncelli, Misano Adriatico |               | Enzo Peugeot       | Garrett Berry      |
| 5      | C3     | Misano World Circuit Marco Simoncelli, Misano Adriatico | Enzo Peugeot  | Enzo Peugeot       | Enzo Peugeot       |
| 6      | C1     | Circuit de Lédenon, Lédenon                             | Enzo Peugeot  | Enzo Peugeot       | Enzo Peugeot       |
| 6      | C2     | Circuit de Lédenon, Lédenon                             |               | Yani Stevenheydens | Yani Stevenheydens |
| 6      | C3     | Circuit de Lédenon, Lédenon                             | Enzo Peugeot  | Evan Giltaire      | Enzo Peugeot       |
| 7      | C1     | Circuit Paul-Ricard, Le Castellet                       | Evan Giltaire | Evan Giltaire      | Evan Giltaire      |
| 7      | C2     | Circuit Paul-Ricard, Le Castellet                       |               | Romain Andriolo    | Yani Stevenheydens |
| 7      | C3     | Circuit Paul-Ricard, Le Castellet                       | Evan Giltaire | Evan Giltaire      | Evan Giltaire      |

## Classements

### Système de points
Tous les résultats des pilotes sont comptés, excepté leur pire manche, ainsi que les circuits ou le pilote à déjà roulé durant la saison en cours dans une autre catégorie.
La grille de la course 1 est déterminée selon l'ordre des qualifications, la grille de la course 3 est déterminée selon le deuxième meilleur tour de chaque pilote lors des qualifications. La grille de la course 2, offrant moins de points, est déterminée par l'ordre d'arrivée de la course 1 avec le top 10 inversé.
Courses 1 & 3 :
| Position | 1er | 2e | 3e | 4e | 5e | 6e | 7e | 8e | 9e | 10e | Pole | MT |
| Points   | 25  | 18 | 15 | 12 | 10 | 8  | 6  | 4  | 2  | 1   | 1    | 1  |

Course 2 :
| Position | 1er | 2e | 3e | 4e | 5e | 6e | 7e | 8e | MT |
| Points   | 15  | 12 | 10 | 8  | 6  | 4  | 2  | 1  | 1  |